# Histoire du château de Prague
Histoire du château de Prague, en tchèque Příběh Pražského hradu, est une exposition permanente dans l'Ancien Palais royal du château de Prague, à Prague, en République tchèque. Comme son nom l'indique, elle retrace l'histoire du château à travers différents objets et maquettes. Elle a été établie en avril 2004.